# Demonstrace v Kosovu (1981)
V březnu 1981 vypukly na území SAP Kosovo spontánní a bouřlivé demonstrace albánského obyvatelstva. Jednalo se o první krizovou situaci v SFRJ po smrti Josipa Broze Tita a zároveň přelomovou[zdroj?] událost kosovských dějin.

## Vývoj situace
4. března 1981 se údajně kvůli špatným podmínkám na Prištinské univerzitě vzbouřili studenti v místní menze. Milice protest velmi rychle uklidnila a vedení SKK projevy studentů odsoudilo. Vše vypadalo, že bude situace rychle vyřešena. Kroky studentů ovšem našly velmi rychle odezvu mezi znepokojeným obyvatelstvem Kosova. Během několika dní se o něm rozšířily zprávy do dalších měst, což vyburcovalo převážně albánské[zdroj?] obyvatelstvo, aby vyšlo do ulic. 11. března proběhla v Prištině masová demonstrace. Ke studentům se velmi rychle přidali i dělníci, kteří tímto chtěli dát najevo svojí frustraci z dlouhodobých a neřešených problémů autonomní oblasti. Protesty tak zachvátily všechna větší města a paralyzovaly život v oblasti. Demonstrující, podobně jako v roce 1968 hlásali nacionalistická hesla. Mezi nimi sice chyběla podpora Enveru Hodžovi, i tak se ale ozývaly hlasy, požadující "republiku Kosovo", sjednocení s Albánií, či Kosovo Kosovcům.
Kromě nacionalistických hesel se však ulicemi mnohých kosovských měst, včetně metropole Prištiny, rozléhala i hesla sociální. Kritizována byla především ekonomická zaostalost oblasti, a také to, že co se v Kosovu vyrobí se vyváží do zbytku Jugoslávie, aniž by se cokoliv vracelo zpět ("Trepča radi, Beograd se gradi" - V Trepči se pracuje a v Bělehradě se staví).
Vzhledem k situaci mimořádně zasedalo Předsednictvo SFRJ, které se rozhodlo nasadit sílu a zvýšit bojovou pohotovost armády. O události se vyjádřila jako o kontrarevoluci. Byl vyhlášen výjimečný stav a proti demonstrujícím nasazeny jednotky armády. Byl také vyhlášen zákaz vycházení.[zdroj?]
Jugoslávské bezpečnostní orgány proti protestům zasáhly rázně, dle mínění většiny obyvatel Jugoslávie (včetně kosovských Albánců, ale s výjimkou Srbů) nebývalou silou. Zahynulo celkem 11 lidí, desítky byly zraněny a několik tisíc studentů bylo zatčeno. Přestože se jim podařilo znemožnit další protesty v Prištině, lidé se shromažďovali v některých dalších městech (Kosovska Mitrovica, Vučitrn, Uroševac). Výjimečný stav trval následující 3 měsíce.
Protesty se opět rozhořely 26. března a 3. dubna 1981.[zdroj?] Cílem protestujících Albánců bylo upoutat pozornost celojugoslávských médií, neboť se na začátku dubna 1981 běžela přes území Kosova Štafeta mládeže. O průběhu štafety jugoslávská média pravidelně informovala.

## Následky
Jedním z míst, odkud pocházelo nejvíce demonstrantů, byla Prištinská univerzita, jedna z největších univerzit v celé Jugoslávii. Řada jejích studentů byla po skončení protestů ze studia vyloučena, mnozí byli pozatýkáni. Univerzita byla poté označena za "centrum nacionalismu", "přebujelou byrokratickou strukturu" apod.
Kosovské demonstrace vedly k dalšímu prohloubení nenávisti mezi Srby a Albánci v Kosovu. Míra důvěry v albánské obyvatelstvo ze strany jugoslávského státu dramaticky poklesla. Byla rovněž rozpuštěna kosovská teritoriální obrana. Poprvé se po demonstracích v Kosovu objevilo heslo "slabé Srbsko - silná Jugoslávie". Jeho autorem byl Lazar Koliševski, tehdejší makedonský politik, později bylo jedním z hlavních hesel srbských nacionalistů v druhé polovině 80. let. 20. století. Zrychlil se proces vystěhování srbského a černohorského obyvatelstva z oblasti.
Albánská strana považovala demonstrace za zcela regulérní projev nespokojenosti se situací, která v Kosovu delší dobu panovala, tedy nízkou úrovní ekonomického i společenského rozvoje, frustraci z postavení Kosova jako pouhé oblasti v rámci Srbska apod. Albánské zdroje uvádějí počet obětí demonstrací nikoliv 11, ale několik desítek.[zdroj?] Srbská, potažmo jugoslávská strana obviňovala kosovské politické vedení z neschopnosti, která se projevila právě ekonomickou zaostalostí a působením řady separatistických skupin. Ty otevřeně žádaly otržení Kosova od Jugoslávie, jeho připojení k Albánii, zavedení ortodoxní komunistické linie Envera Hodži apod. Demonstranty považovala jako mladé lidi, kteří nemohou úspěšně žít v chudém a zaostalém Kosovu, a kteří jsou indoktrinováni nacionalistickou politikou, šířenou jednak ilegálními separatistickými skupinami, jednak Albánií samotnou.
Albánská strana práce (vládnoucí komunistická strana v sousední Albánii) vyjádřila podporu demonstrantům.
Svaz komunistů Jugoslávie se rozhodl kosovské problémy urychleně řešit. V listopadu 1981 byl přijat akční program, až v roce 1987 ovšem jugoslávští komunisté přiznali, že je Kosovo vážný problém, od kterého se odvíjí další možná existence jugoslávského státu.